# ソフィー・マルソー
ソフィー・マルソー（Sophie Marceau、1966年11月17日 - ）は、フランスの女優。パリ出身。

## 経歴

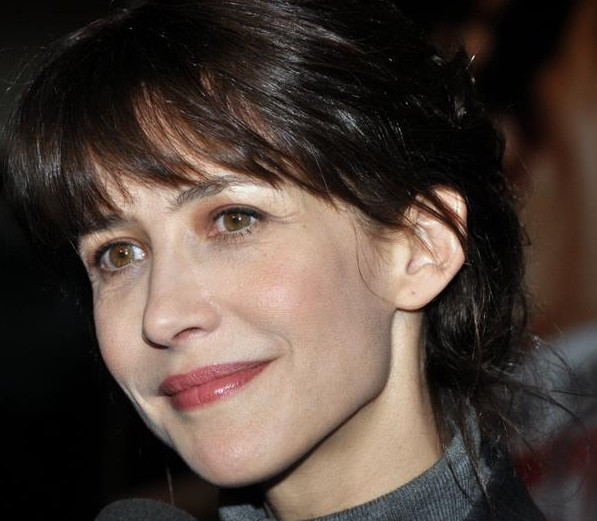
仏映画『Arrêtez-moi』公開初日舞台挨拶にて (2013年2月)

13歳の時にオーディションで数百人の中から選ばれた『ラ・ブーム』の主役でデビューし、一躍トップ・アイドルとなった。実名とイニシャルを変えないように、マルセル・マルソーから姓を採った。
西洋人ながら、ややアジア人に似た外見が特徴で、これは本人も認めるところである。また、イザベル・アジャーニに似ているともいわれた。
フランスでの人気は高く、女優部門で51%の支持を集めトップになったとも、
最も売れている女優であるともされている。

### デビュー以前
フランスのパリ近郊シェルに、トラック運転手の父と、パリのデパート店員と掛け持ちでブラッスリーを営む母の第2子として生まれ、ジャンティイで育つ。兄が一人いる。平日は家族のブラッスリーを手伝い、週末はエソンヌ県ヴェール＝ル＝プチ (en fr) にある家で過ごした。
両親は9歳のときに離婚している。

### キャリアのはじまり
1980年2月、母と共に10代を探しているモデル事務所を偶然見つけ、写真を撮ったが声がかかることは期待していなかった。
そのころ、クロード・ピノトー監督の『ラ・ブーム』でキャスティングディレクターをしていたフランソワーズ・メニドレイ (Françoise Menidrey) がモデル事務所に新人を推薦するよう声をかけて回っていた。短時間で宣材を見たあと、ゴーモンの社長アラン・ポワレは長期契約にサインした。
『ラ・ブーム』はフランスで入場券450万枚の売り上げを記録するに留まらず、他のヨーロッパ諸国や日本を含めたアジアでもヒットとなった。
1981年に、ピエール・ドラノエ作の"Dream in Blue"でフランソワ・ヴァレリーとデュエット、歌手デビューした。

### 初期

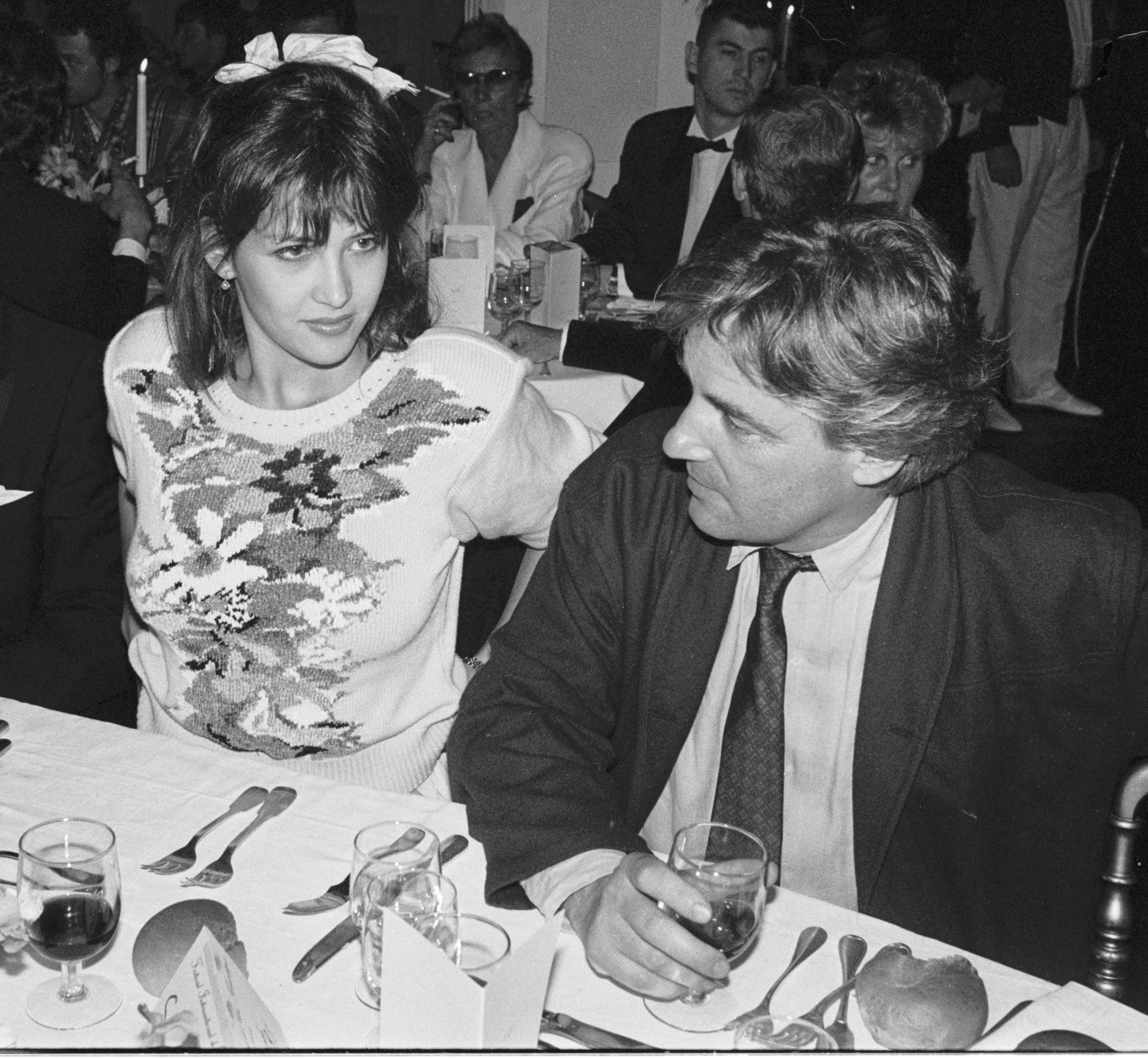
若き日のソフィー & アンジェイ・ズラウスキー (1988年6月)

1982年、16歳のとき、ゴーモンと100万フランで再び契約を結ぶ。
同年の続編『ラ・ブーム2』でセザール賞最優秀新人女優賞を受賞した。
「『好奇心にあふれているけれど、とりあえず無垢な女の子』でいてくれたのは、この二作ぐらいまで。」「この後、どんどん大胆な役にチャレンジ」しはじめる。
1984年『フォート・サガン』でジェラール・ドパルデュー、カトリーヌ・ドヌーブと共演。
1985年『狂気の愛』は後にパートナーとなるアンジェイ・ズラウスキーとの初の作品。
1986年『デサント・オ・ザンファー 地獄に堕ちて』で『ラ・ブーム』の父親役と歳の離れた夫婦を演じる。
1988年に『ラ・ブーム』と同じ監督で『スチューデント』、また『ソフィー・マルソーの愛、革命に生きて』でカブールにおける国際ロマンチック映画祭最優秀ロマンチック女優賞を受賞。
1991年にはEurydice (fr) で舞台に挑戦、モリエール賞 (en) の最優秀新人女優賞を受賞。
娯楽性の強い1993年のコメディ映画『恋人たちのアパルトマン』や1994年の『ソフィー・マルソーの三銃士』はヨーロッパやそれ以外でも人気を博した。同年、舞台にも復帰し『ピグマリオン』でイライザを演じた。

### 英語圏への進出
英語をマスターし、

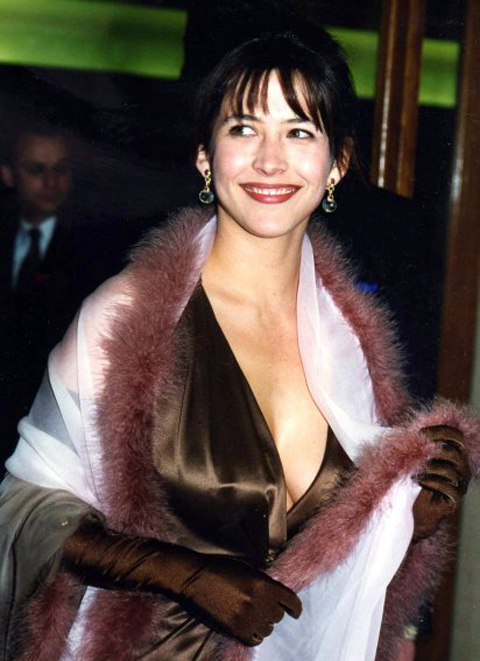
1996年

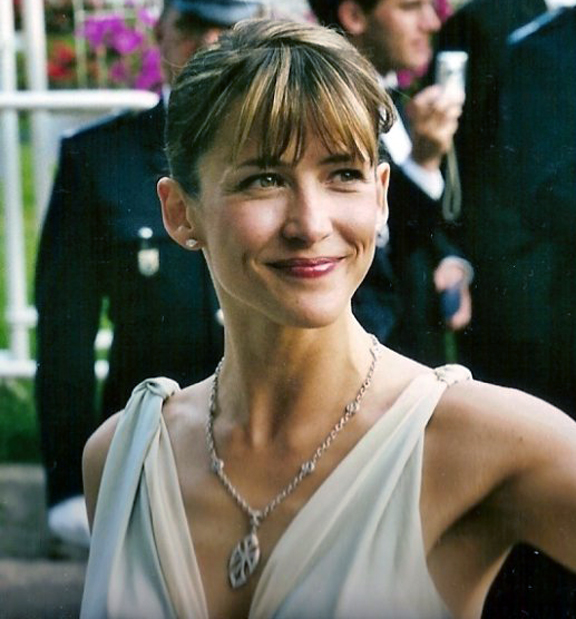
2005年

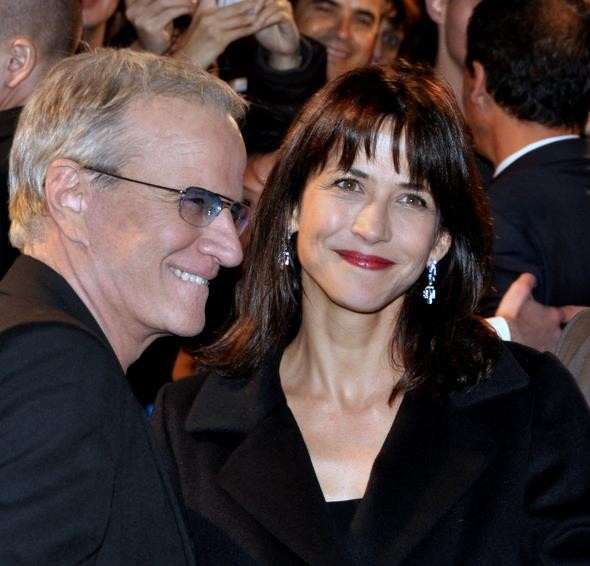
クリストフ・ランベール & ソフィー (2012年10月)

英語圏の映画に出演し英米で知られるようになるのは1995年メル・ギブソン監督『ブレイブハート』のイザベラ王女から。

1997年、ウィリアム・ニコルソンがイギリスで撮影した『ファイアーライト』、ヴェラ・ベルモン (fr) がフランスで撮影した『女優マルキーズ』 (fr)、バーナード・ローズがロシアで撮影した『アンナ・カレーニナ』と立て続けに主演する。
1999年には悪役のボンドガールであるエレクトラ・キングを『007 ワールド・イズ・ノット・イナフ』で演じる。
当時のパートナー、アンジェイ・ズラウスキーとは2000年に再び『女写真家ソフィー』で組み、カブールの国際ロマンチック映画祭で再び最優秀ロマンチック女優賞を受賞。
21世紀に入っても女優活動は盛んで、2008年のLOL (Laughing Out Loud)はフランスでヒットした。高級宝飾品ブランド「ショーメ」(en fr) の広告ではモデルと監督をしている。

### 著述・監督
1996年に、半自伝的小説Menteuse（邦訳『うそをつく女』2000年、草思社。英訳Telling Lies、2001年）を刊行、一人称の主人公は誇り高く率直で、しかしそのために脆く残酷な女優である。名前を明かさない主人公によって、記憶と空想と印象に満ちた世界に誘われる。作品は「女性のアイデンティティの探求」と評され、フランスでは大きくとりあげられた。
1995年に短編映画L'Aube à l'enversで映画初監督、ジュディット・ゴドレーシュの主演になる。
2002年、同じ主演による長編映画監督としてのデビュー作『聞かせてよ、愛の言葉を』(en fr) をモントリオール世界映画祭の最優秀監督賞で飾る。脚本・主演もした『ソフィー・マルソーの過去から来た女』は2006年の作品で、2008年に開催された東京のフランス映画祭のオープニングを飾った。

### 社会貢献活動
病気を患っている子どもたちを対象に、その子らの夢の実現を応援するフランスの団体「Arc-en-Ciel（虹）」で活動している。

### 私生活
17年にわたり26歳年上の映画監督のアンジェイ・ズラウスキーと生活を共にし、1995年には息子をもうけている。2001年に離別し、プロデューサーのジム・レムリー (fr) と同居、のち2002年に娘をロンドンで出産している。2007年以降は『ソフィー・マルソーの過去から来た女』で主役にすえたクリストファー・ランバートと恋人関係にある。

## 出演作品

### 映画・テレビ
| 公開年 | 邦題 原題                                                             | 役名                             | 備考                                                                                        |
| ------ | --------------------------------------------------------------------- | -------------------------------- | ------------------------------------------------------------------------------------------- |
| 1980年 | ラ・ブーム La Boum                                                    | ビック                           |                                                                                             |
| 1982年 | ラ・ブーム2 La Boum 2                                                 | ビック                           |                                                                                             |
| 1984年 | フォート・サガン Fort Saganne                                         | マドレーヌ                       |                                                                                             |
| 1985年 | ソフィー・マルソー/恋にくちづけ Joyeuses Pâques                       | ジュリー                         |                                                                                             |
| 1985年 | 狂気の愛 L'Amour braque                                               | マリー                           |                                                                                             |
| 1985年 | ソフィー・マルソーの刑事物語 Police                                   | ノリア                           | 日本ではVHSスルー、後にDVD化 後に『ポリス』の邦題で日本劇場初公開                           |
| 1986年 | デサント・オ・ザンファー 地獄に堕ちて Descente aux enfers             | ローラ                           | VHS＆DVD邦題『地獄に堕ちて』                                                                |
| 1988年 | ソフィー・マルソーの愛、革命に生きて Chouans !                        | セリーヌ                         | 日本ではVHSスルー                                                                           |
| 1988年 | スチューデント L'Étudiante                                            | ヴァランティーヌ・エスケラ       |                                                                                             |
| 1989年 | 私の夜はあなたの昼より美しい Mes nuits sont plus belles que vos jours | ブランチ                         |                                                                                             |
| 1990年 | パシフィック通り Pacific Palisades                                    | ベルナデット                     | 配信邦題『太平洋の柵』                                                                      |
| 1990年 | 熱砂に抱かれて Pour Sacha                                             | ラウラ                           |                                                                                             |
| 1991年 | ソフィー・マルソーの愛人日記 La Note Bleue                            | ジョルジュ・サンドの娘ソランジュ | 日本ではVHSスルー、後にDVD化                                                                |
| 1993年 | 恋人たちのアパルトマン Fanfan                                         | ファンファン                     |                                                                                             |
| 1994年 | ソフィー・マルソーの三銃士 La Fille de d'Artagnan                     | エロイーズ・ダルタニャン         |                                                                                             |
| 1995年 | ブレイブハート Braveheart                                             | イザベラ・オブ・フランス         |                                                                                             |
| 1995年 | 愛のめぐりあい Al di là delle nuvole                                  | 少女                             | オムニバス映画                                                                              |
| 1997年 | アンナ・カレーニナ Anna Karenina                                      | アンナ・カレーニナ               |                                                                                             |
| 1997年 | 女優マルキーズ Marquise                                               | マルキーズ                       |                                                                                             |
| 1997年 | ファイアーライト Firelight                                            | エリザベス・ローリエ             |                                                                                             |
| 1999年 | ライラ/フレンチKISSをあなたと Lost & Found                            | ライラ                           | 日本ではVHS、DVDスルー テレビ放映邦題『ロスト・アンド・ファウンド』                         |
| 1999年 | 真夏の夜の夢 A Midsummer Night's Dream                                | ヒッポリュテー                   |                                                                                             |
| 1999年 | 007 ワールド・イズ・ノット・イナフ The World Is Not Enough            | エレクトラ・キング               |                                                                                             |
| 2000年 | 女写真家ソフィー La Fidélité                                          | クレリア                         | 日本ではVHS、DVDスルー フランス映画祭上映邦題『フィデリテ』 配信邦題『不倫 美しき妻の告白』 |
| 2001年 | ルーヴルの怪人 Belphégor, Le fantôme du Louvre                        | リザ                             |                                                                                             |
| 2003年 | あなたにも書ける恋愛小説 Alex & Emma                                  | ポリーナ・ドラクロワ             |                                                                                             |
| 2003年 | ソフィー・マルソーの愛人〈ラマン〉 Je reste !                         | マリー＝ドミニク・デルピール     | 日本ではDVDスルー                                                                           |
| 2004年 | 今夜ね（あとでね） À ce soir                                          | ネリー                           | 日本ではTV5MONDEで放映                                                                      |
| 2005年 | アントニー・ジマー Anthony Zimmer                                     | キアラ                           | 日本ではDVDスルー                                                                           |
| 2007年 | ソフィー・マルソーの過去から来た女 La Disparue de Deauville           | ヴィクトリア・ベヌッティ         | 監督・脚本・出演 日本ではDVDスルー                                                          |
| 2008年 | レディ・エージェント 第三帝国を滅ぼした女たち Les femmes de l'ombre   | ルイーズ                         | 日本ではDVDスルー フランス映画祭2008上映邦題『暗闇の女たち』                                |
| 2008年 | LOL 〜愛のファンタジー〜 LOL (Laughing Out Loud)                      | アンヌ                           | 日本ではDVDスルー                                                                           |
| 2008年 | ベッドの反対側 De l'autre côté du lit                                 | アリアーヌ                       | 日本ではTV5MONDEで放映                                                                      |
| 2009年 | ダブルフェイス 秘めた女 Ne te retourne pas                            | ジャンヌ                         | 日本ではDVDスルー                                                                           |
| 2009年 | カルタヘナ 〜陽だまりの絆〜 L'homme de chevet                         | ミュリエル                       | 日本ではDVDスルー                                                                           |
| 2010年 | マーガレットと素敵な何か L'Âge de raison                              | マーガレット                     |                                                                                             |
| 2011年 | 知られざるフランスの自然 La France Sauvage                            | ナレーション                     | 10回のTVドキュメンタリー・シリーズ 日本ではTV5MONDEで放映                                   |
| 2012年 | 恋するパリのランデヴー Un bonheur n'arrive jamais seul                | シャルロット                     | 日本ではDVDスルー                                                                           |
| 2012年 | 天才ピアニストの軌跡 Le Cerveau d'Hugo                                | ナレーション                     | 日本ではTV5MONDEで放映                                                                      |
| 2013年 | コンフェッション -時効前夜の告白- Arrêtez-moi                         | 被告                             | 日本ではDVDスルー WOWOW放映邦題『時効前夜〜ある女の告白〜』                                 |
| 2014年 | ソフィー・マルソーの秘められた出会い Une rencontre                    | エルザ                           | 日本ではWOWOWで放映                                                                         |
| 2014年 | ソフィー・マルソーのSEX,LOVE&セラピー Tu veux ou tu veux pas          | ジュディット                     | 日本ではDVDスルー                                                                           |
| 2016年 | La Taularde                                                           | マチルド                         | 日本未公開                                                                                  |
| 2018年 | Mme Mills, une voisine si parfaite                                    | エレーヌ・メルシエ               | 日本未公開                                                                                  |
| 2021年 | すべてうまくいきますように Tout s'est bien passé                      | エマニュエル                     |                                                                                             |
| 2022年 | ソフィー・マルソーの復讐の矢 Une femme de notre temps                 | ジュリアン                       | 日本ではWOWOWで放映                                                                         |
| 2022年 | I Love America                                                        | リサ                             | 日本未公開                                                                                  |

### 舞台
- 1991：ジャン・アヌイ作《ウリディス》Eurydice (ジョルジュ・ウィルソン演出、ランベール・ウィルソン共演) ＊モリエール賞新人賞受賞、同賞優秀女優賞候補
- 1994：ジョージ・バーナード・ショー作《ピグマリオン》 Pygmalion (ベルナール・ミュラ演出、ランベール・ウィルソン共演) ＊モリエール賞優秀女優賞候補
- 2011：イングマール・ベルイマン作《ある魂の物語》Une histoire d'âme (ベネディクト・アコラ演出／音楽：吉川洋一郎／Théâtre du Rond-Point)

## 監督映画
- L'Aube à l'envers（1995、短編映画）
- 聞かせてよ、愛の言葉を Parlez-moi d'amour (2001)
- ソフィー・マルソーの過去から来た女 La Disparue de Deauville（2006、出演・脚本も）

## 著書
- ソフィー・マルソー 著、金子ゆき子 訳『うそをつく女』草思社、2000年2月。ISBN 4-7942-0941-X。
Sophie Marceau (1996). Menteuse. Paris: Editions Stockの邦訳（原題は「うそつき」の女性形）

## 受賞・受勲
- セザール賞（1983年）
最優秀新人女優賞（『ラ・ブーム2』）
- カブールの国際ロマンチック映画祭（フランス語版）（1988年）
最優秀ロマンチック女優賞（『ソフィー・マルソーの愛、革命に生きて』）
- モリエール賞（en 1991年）
最優秀新人女優賞（Eurydice fr）
- カブールの国際ロマンチック映画祭（2000年）
最優秀ロマンチック女優賞（『女写真家ソフィー』）
- モントリオール世界映画祭（2002年）
最優秀監督賞（『聞かせてよ、愛の言葉を』）

- 芸術文化勲章（2003年）
「数百万の観客に対し、自由と反抗を演じた。経歴はもっとも偉大なフランスの俳優達の伝統に刻み込まれる。カトリーヌ・ドヌーブ、ジェラール・ドパルデュー、フィリップ・ノワレやジャン＝ポール・ベルモンドに続くものである。我が国の模範であり、外国人に対して完璧なフランスの女性を演じ、これにより共和国に貢献すること大である。」

## 日本での活動
主要な物のみ

### 映画祭
- 第1回東京国際映画祭（1985年） - ブリジット・フォッセーらと
- 第20回日本アカデミー賞（1997年） - ゲスト
- フランス映画祭（2000年、2008年） - 団長

### テレビ番組
- 『岸惠子の時代気分』（tvk） - 女優・岸惠子が司会の1対1のトーク番組でパリロケの回のゲスト。フランス語通訳は岸自身が担当した。

### 広告
- ニチイ（後のマイカル。現:イオンリテール）1985年
- カゴメ
- 日立マクセル
- ソシエ
- サントリーV.S.O.P.
- ショーメ（Chaumet、LVMH傘下、en fr）
- ディオール - コスメ商品「カプチュール・トータル」2012年CMキャラクター。